# Charaxes castor
Charaxes castor är en fjärilsart som beskrevs av Pieter Cramer 1775/76. Charaxes castor ingår i släktet Charaxes och familjen praktfjärilar. Inga underarter finns listade i Catalogue of Life.

## Bildgalleri

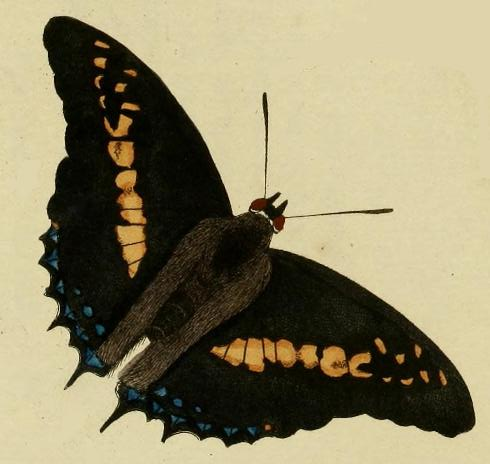
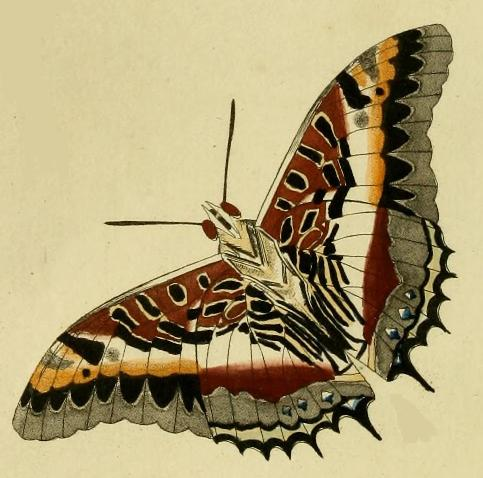